# Callopora lineata
Callopora lineata är en mossdjursart som först beskrevs av Carl von Linné den yngre 1767.  Callopora lineata ingår i släktet Callopora och familjen Calloporidae. Arten är reproducerande i Sverige. Inga underarter finns listade i Catalogue of Life.